# Закон України «Про прокуратуру» (1991)
Закон України «Про прокуратуру» — Закон, прийнятий 5 листопада 1991 року. Протягом двадцяти чотирьох років регулював діяльність прокуратури в Україні.
День набрання Законом чинності (1 грудня) є професійним святом — Днем працівників прокуратури.
14 жовтня 2014 року був прийнятий новий Закон «Про прокуратуру», який набрав чинності 15 липня 2015 року. Окремі положення Закону 1991 року залишатимуться чинними до 15 грудня 2015 року.
З моменту прийняття Закон визначив широке коло повноважень прокуратури (у тому числі т. зв. «загальний нагляд»), яке Україна зобов'язалася звузити ще з часів вступу до Ради Європи (1995) та прийняття Конституції України (1996). Ліквідувати загальний нагляд вдалося лише з прийняттям нового Закону 2014 року.
| станом на 1991 рік                                                                           | станом на 2015 рік |
| -------------------------------------------------------------------------------------------- | --- |
| Розділ I. Загальні положення                                                                 | Розділ I. Загальні положення |
| Розділ II. Система, структура і організація діяльності органів прокуратури                   | Розділ II. Система, структура і організація діяльності органів прокуратури |
| Розділ III. Прокурорський нагляд                                                             | Розділ III. Прокурорський нагляд |
| — Глава 1. Загальний нагляд                                                                  | — Глава 1. Нагляд за додержанням і застосуванням законів |
| — Глава 2. Нагляд за додержанням законів органами, що ведуть боротьбу з злочинністю          | — Глава 2. Нагляд за додержанням законів органами, які проводять оперативно-розшукову діяльність, дізнання, досудове слідство                                                                                       |
| — Глава 3. Участь прокурора в розгляді справ у судах                                         | — Глава 3. Підтримання державного обвинувачення та представництво інтересів громадянина або держави в суді |
| — Глава 4. Нагляд за додержанням законів у місцях застосування заходів примусового характеру | — Глава 4. Нагляд за додержанням законів при виконанні судових рішень у кримінальному провадженні, а також при застосуванні інших заходів примусового характеру, пов'язаних з обмеженням особистої свободи громадян |
| Розділ IV. Кадри органів прокуратури                                                         | Розділ IV. Кадри органів прокуратури |
| Розділ V. Інші питання організації і діяльності органів прокуратури                          | Розділ V. Інші питання організації і діяльності органів прокуратури. |

Конституційний Суд України тричі тлумачив положення Закону, по одному разу визнав його положення конституційними та неконституційними.